# Вељки Фолкмар
Вељки Фолкмар (слч. Veľký Folkmar) насељено је мјесто са административним статусом сеоске општине (слч. obec) у округу Гелњица, у Кошичком крају, Словачка Република.

## Становништво
| Година:    | 1994. | 2004.   | 2014.   | 2024.   |
| ---------- | ----- | ------- | ------- | ------- |
| Број људи: | 916   | 927     | 909     | 873     |
| Разлика:   |       | +1,20 % | -1,94 % | -3,96 % |

| Година:    | 2023. | 2024.   |
| ---------- | ----- | ------- |
| Број људи: | 876   | 873     |
| Разлика:   |       | -0,34 % |

Према подацима о броју становника из 2011. године насеље је имало 943 становника.